# Deuteronomos nigrolineata
Deuteronomos nigrolineata är en fjärilsart som beskrevs av Barend J. Lempke 1970. Deuteronomos nigrolineata ingår i släktet Deuteronomos och familjen mätare. Inga underarter finns listade i Catalogue of Life.